# 망호신호장
망호신호장(Mangho Signal Box, 望湖信號場)은 경상북도 안동시 일직면 망호리에 위치한 중앙선의 신호장이다.
영주역~영천역 구간 복선 전철화 사업에 따라 신설되었다. 2024년 5월 11일에 망호~의성 복선화가 완료되어 폐지되었다. 

## 역사
- 2020년 9월 23일: 무릉~업동 간 운행선 변경
- 2020년 11월 12일: 사용 개시[1]
- 2024년 5월 11일: 신호장의 취급의 중지
- 2024년 9월 27일: 국토교통부 사업용 철도노선 고시에 의한 폐지[2]